# Black Lives Matter
Black Lives Matter (kratica BLM, slovensko: Življenja temnopoltih štejejo) je decentralizirano politično in družbeno gibanje, ki v Združenih državah Amerike in globalno protestira proti incidentom policijske brutalnosti in diskriminaciji temnopoltih. Čeprav obstajajo posebne organizacije, kot je Black Lives Matter Global Network, ki se označujejo preprosto kot "Black Lives Matter", gibanje Black Lives Matter obsega širok nabor ljudi in organizacij. Slogan "Black Lives Matter" ni blagovna znamka katere od skupin. Širše gibanje in z njim povezane organizacije se običajno zavzemajo proti policijskemu nasilju nad temnopoltimi in za spremembe obravnave temnopoltih s strani družbe in oblasti.
Gibanje se je začelo julija 2013 z uporabo oznake #BlackLivesMatter na družbenih omrežjih po oprostilni sodbi Georgea Zimmermana zaradi ustrelitve afroameriškega najstnika Trayvona Martina februarja 2012. Gibanje je postalo znano zaradi uličnih demonstracij. Celotno gibanje Black Lives Matter je decentralizirana mreža aktivistov brez formalne hierarhije.
Gibanje je pridobilo nadaljnjo pozornost javnosti med svetovnimi protesti Georgea Floyda leta 2020 po umoru s strani policista v Minneapolisu Dereka Chauvina. Približno 15 do 26 milijonov ljudi se je udeležilo protestov Black Lives Matter leta 2020 v Združenih državah, zaradi česar je to eno največjih gibanj v zgodovini države. Gibanje vključuje številne poglede in širok nabor zahtev, vendar se osredotočajo na reformo pravosodja. Priljubljenost Black Lives Matter  je sčasoma narasla na okoli 67 %, nato pa padla na okoli 55 %.